# Hyderabad (Pakistán)
Hyderabad (en sindhi: حيدرآباد‎, en urdu: حیدرآباد‎ Haidarābād) es una ciudad ubicada al sur de Pakistán en la provincia de Sindh. Se encuentra en la ribera del Indo, cercana a su delta.

## Demografía
Según estimación del año 2010 contaba con 1 578 367 habitantes.

## Ciudades hermanadas
- Toledo - EUA